# NGC 6028
NGC 6028 este o liner situată în constelația Hercule. A fost descoperită în 14 martie 1784 de către William Herschel. Se află la o distanță de 67,51 de megaparseci de Pământ.